# BC Kibirkštis Vilnius
BC Kibirkštis Vilnius (Litouws: Vilniaus Kibirkštis) is een professionele damesbasketbalclub dat zijn thuiswedstrijden speelt in Vilnius, Litouwen. 
Het team "Kibirkštis" werd in 1961 opgericht op basis van de Vilnius Electrofusion Equipment Plant. Sinds 1968 is zij een vaste deelnemer in de Premjer-Liga van de Sovjet-Unie. In het debuutseizoen bij de elite was het team een sensatie door de vierde plaats te behalen en het volgend jaar de bronzen medaille binnen te halen. In 1971 en 1972 behaalde ze weer de derde plaats. In 1977 t/m 1979 behaalde ze de 4e plaats. In 1984 behaalde ze wederom de bronzen medaille.
De naam van het team en het financiële welzijn varieerden afhankelijk van de sponsors. De club werd lange tijd gesponsord door Litouwens grootste telecommunicatiebedrijf Lietuvos Telekomas, dat in 2006 werd omgedoopt tot TEO. Toen besloot het bedrijf om het team niet te steunen en in 2010 werd VIČI-Aistės de sponsor. De club verhuisde van Vilnius naar Kaunas. Voor het seizoen 2012/13 werd de club ontbonden.
Er werd een doorstart gemaakt en met de hulp van de gemeente Vilnius en de Litouwse basketbalfederatie werd de club hersteld. De club keerde terug naar Vilnius. Ze werden kampioen van Litouwen in 2021, 2022, 2023 en 2024.

## Erelijst
- Landskampioen Sovjet-Unie:
  - Derde: 1969, 1971, 1972, 1984

- Landskampioen Litouwse SSR: 5
  - Winnaar: 1968, 1969, 1970, 1971, 1972

- Landskampioen Litouwen: 26
  - Winnaar: 1990, 1991, 1992, 1993, 1995, 1996, 2000, 2001, 2002, 2003, 2004, 2005, 2006, 2007, 2008, 2009, 2010, 2011, 2012, 2013, 2014, 2021, 2022, 2023, 2024, 2025

- Baltische Liga: 15
  - Winnaar: 1995, 2000, 2001, 2002, 2003, 2004, 2005, 2006, 2007, 2008, 2009, 2010, 2011, 2012, 2014

- EuroLeague Women:
  - Derde: 2005

## Bekende (oud)-spelers
- - Zita Bareikytė
- - Angelė Jankūnaitė-Rupšienė
- - Vida Šulskytė-Beselienė
- - Vitalija Tuomaitė
- - Ramunė Šidlauskaitė-Venskūnienė
- - Gražina Tulevičiūtė-Vileikienė
- - Larisa Vinčaitė
- Agnė Abromaitė-Čiudarienė
- Irena Baranauskaitė-Vizbarienė
- Aušra Bimbaitė
- Jurgita Štreimikytė-Virbickienė
- Jelena Gogija
- Milica Dabović
- Katie Douglas
- Alena Levtsjanka

## Bekende (oud)-coaches
- - Algimantas Gedminas (1961-1981)
- - Valentinas Kanapkis (1981-1986)
- - Heino Lill (1988-1989)
- Valentinas Kanapkis (1994-1997)
- Algirdas Budėnas (1998-2001)
- Algirdas Paulauskas (2001-2009)
- Alfredas Vainauskas (2004-2007)
- Mantas Šernius (2010-2012)
- Jurgita Štreimikytė-Virbickienė (2014-2018)
- Egidijus Zenevičius (2023-2025)